# Kékcse
Kékcse község Szabolcs-Szatmár-Bereg vármegyében, a Kisvárdai járásban.

## Fekvése
A vármegye és egyben a Nyírség északkeleti részén fekszik; északnyugati szélétől alig több mint egy kilométerre húzódik a Tisza, de közigazgatási területét a folyó nem érinti.
A környező települések: észak felől Szabolcsveresmart (4 kilométerre), kelet felől Döge (légvonalban 4, közúton mintegy 6 kilométerre), délkelet felől Kisvárda (6,5 kilométerre), dél felől Rétközberencs (légvonalban 5, közúton több mint 10 kilométerre), nyugat felől Tiszakanyár (4 kilométerre). Közigazgatási területe délnyugat felől egy pontban érintkezik Pátroha határszélével is.

### Megközelítése
A település területén végighalad a Sátoraljaújhely-Cigánd-Kisvárda között húzódó, a 37-es és 4-es főutakat összekötő 381-es főút, ez a legfontosabb közúti elérési útvonala az említett városok és főutak mindegyike felől. A környező települések közül Szabolcsveresmarttal a 3830-as, Tiszakanyárral és Dombráddal pedig a 3834-es út köti össze.

## Nevének eredete
Neve a magyar kék színnév kicsinyítő képzős származékából keletkezett; azonban ebben az időben (első írásos említése 1329-ből ered) ez a szó még a zöld színt is jelentette. Valószínűleg a természetes tájra vonatkozott, de egy személy szemének színéből is származhatott. A közelben van még Kék településnév és egy Kéklő nevű domb is.

## Története
Kékcse neve az oklevelekben 1344-ben, I. Lajos király idejében fordul elő. Nevét ekkor Kevkche-nek írták.
1413-ban a Monoki család a birtokosa. 1415-ben az olnodi Czudar család volt Kékcse birtokosa.
1436-ban a Maday családnak  volt benne tulajdona.
1440-ben a Rozgonyi család tagjai veszik zálogba az olnodi Czudar családtól, melyek 1440-ben már mint földesurak szerepelnek a településen.
A Rákóczi-szabadságharc idején a település elnéptelenedett, de a 18. században újratelepítették.
Az 1800-as évek elején báró Vay Alajos volt birtokosa Kékcsének.
Az 1900-as évek elején a falu földesura Mándi Samu volt.

## Közélete

### Polgármesterei
- 1990–1994: Pál Józsefné (független)[4]
- 1994–1998: Pál Józsefné (független)[5]
- 1998–2002: Pál Józsefné (független)[6]
- 2002–2006: Pál Andrásné (független)[7]
- 2006–2010: Szekeres Katalin (független)[8]
- 2010–2014: Szekeres Katalin Éva (független)[9]
- 2014–2019: Szekeres Katalin Éva (Fidesz-KDNP)[10]
- 2019–2024: Szekeres Katalin (Fidesz-KDNP)[11]
- 2024– : Szekeres Katalin (Fidesz-KDNP)[1]

## Népesség
A település népességének változása:
| Lakosok száma | 1546 | 1538 | 1524 | 1408 | 1409 | 1395 | 1422 |
|               | 2013 | 2014 | 2015 | 2021 | 2022 | 2023 | 2024 |

2001-ben a település lakosságának 87%-a magyar, 13%-a cigány nemzetiségűnek vallotta magát.
A 2011-es népszámlálás során a lakosok 92,8%-a magyarnak, 0,3% bolgárnak, 24,4% cigánynak, 0,3% ukránnak mondta magát (7,2% nem nyilatkozott; a kettős identitások miatt a végösszeg nagyobb lehet 100%-nál). A vallási megoszlás a következő volt: római katolikus 25,7%, református 52,1%, görögkatolikus 1%, felekezeten kívüli 2,2% (15,5% nem válaszolt).
2022-ben a lakosság 93,9%-a vallotta magát magyarnak, 4,3% cigánynak, 0,1-0,1% németnek, örménynek, bolgárnak, ukránnak, szlováknak, szerbnek, szlovénnek, lengyelnek és románnak, 0,9% egyéb, nem hazai nemzetiségűnek (6,1% nem nyilatkozott; a kettős identitások miatt a végösszeg nagyobb lehet 100%-nál). Vallásuk szerint 18,4% volt római katolikus, 54,6% református, 1,1% görög katolikus, 1,1% egyéb keresztény, 0,1% evangélikus, 0,1% ortodox, 2,4% felekezeten kívüli (21,6% nem válaszolt).

## Nevezetességei
- Katolikus templom - 1830-ban épült.
- Református templom -  1810-ben építették.

## Külső hivatkozások
- Kékcse honlapja